# São Pedro de Penaferrim
São Pedro de Penaferrim (anteriormente São Pedro de Canaferrim e também apelidada de São Pedro de Sintra) é uma antiga freguesia portuguesa do município de Sintra, com 26,46 km² de área e 14 002 habitantes (2011). A sua densidade populacional era 529,1 hab/km². Tem por orago São Pedro.

Em 2013, no âmbito da reforma administrativa foi anexada às freguesias de São Martinho e Santa Maria e São Miguel, criando-se a União de Freguesias de Sintra (Santa Maria e São Miguel, São Martinho e São Pedro de Penaferrim).

## População
| População da freguesia de Sintra (São Pedro de Penaferrim) | População da freguesia de Sintra (São Pedro de Penaferrim) | População da freguesia de Sintra (São Pedro de Penaferrim) | População da freguesia de Sintra (São Pedro de Penaferrim) | População da freguesia de Sintra (São Pedro de Penaferrim) | População da freguesia de Sintra (São Pedro de Penaferrim) | População da freguesia de Sintra (São Pedro de Penaferrim) | População da freguesia de Sintra (São Pedro de Penaferrim) | População da freguesia de Sintra (São Pedro de Penaferrim) | População da freguesia de Sintra (São Pedro de Penaferrim) | População da freguesia de Sintra (São Pedro de Penaferrim) | População da freguesia de Sintra (São Pedro de Penaferrim) | População da freguesia de Sintra (São Pedro de Penaferrim) | População da freguesia de Sintra (São Pedro de Penaferrim) | População da freguesia de Sintra (São Pedro de Penaferrim) |
| ---------------------------------------------------------- | ---------------------------------------------------------- | ---------------------------------------------------------- | ---------------------------------------------------------- | ---------------------------------------------------------- | ---------------------------------------------------------- | ---------------------------------------------------------- | ---------------------------------------------------------- | ---------------------------------------------------------- | ---------------------------------------------------------- | ---------------------------------------------------------- | ---------------------------------------------------------- | ---------------------------------------------------------- | ---------------------------------------------------------- | ---------------------------------------------------------- |
| 1864                                                       | 1878                                                       | 1890                                                       | 1900                                                       | 1911                                                       | 1920                                                       | 1930                                                       | 1940                                                       | 1950                                                       | 1960                                                       | 1970                                                       | 1981                                                       | 1991                                                       | 2001                                                       | 2011                                                       |
| 1 922                                                      | 1 981                                                      | 2 282                                                      | 2 232                                                      | 4 785                                                      | 4 870                                                      | 3 061                                                      | 3 443                                                      | 6 505                                                      | 9 345                                                      | 4 063                                                      | 5 786                                                      | 6 456                                                      | 10 449                                                     | 14 001                                                     |

Nos censos de 1911 e 1920 tinha anexada as freguesias de Santa Maria e São Miguel. Com lugares desta freguesia foi criada em 1962 a freguesia de Algueirão-Mem Martins

## Património
- Igreja da Penha Longa
- Palácio Nacional da Pena
- Casa do Cipreste, incluindo a cerca
- Capela de São Lázaro
- Palácio e Quinta do Ramalhão ou Paço Real do Ramalhão ou Colégio de São José das Irmãs Dominicanas Portuguesas
- Chalé da Condessa de Edla
- Sítio de Santa Eufémia da Serra, incluindo a ermida de Santa Eufémia ou Conjunto monumental de Santa Eufémia
- Castelo dos Mouros e cisterna